# Gmina Choroszcz
Die Gmina Choroszcz ist eine Stadt-und-Land-Gemeinde im Powiat Białostocki der Woiwodschaft Podlachien in Polen. Ihr Sitz ist die gleichnamige Stadt mit etwa 5800 Einwohnern.

## Geographie
Choroszcz liegt etwa zehn Kilometer westlich vom Stadtzentrum Białystoks. Zu den Gewässern gehört die Horodnianka, ein Zufluss des Narew.

## Geschichte
Von 1945 bis 1954 bestand die Gmina Barszczewo als Landgemeinde. Sie wurde 1954 in Gromadas aufgelöst und 1973 als Landgemeinde Choroszcz wieder gegründet. Stadt- und Landgemeinde wurden 1990/1991 zur Stadt-und-Land-Gemeinde vereinigt.
Von 1975 bis 1998 gehörte das Gemeindegebiet zur Woiwodschaft Białystok.

## Gliederung
Die Stadt-und-Land-Gemeinde Choroszcz hat eine Fläche von 163,5 km². Zur Gemeinde gehören die Schulzenämter: Babino, Barszczewo, Czaplino, Dzikie, Gajowniki, Izbiszcze, Jeroniki, Klepacze, Konowały, Kościuki, Krupniki, Kruszewo, Łyski, Mińce, Ogrodniki, Oliszki, Pańki, Porosły, Porosły Kolonia, Rogówek, Rogowo, Rogowo Kolonia, Rogowo Majątek, Ruszczany, Sienkiewicze, Śliwno, Zaczerlany, Złotoria, Złotoria Kolonia, Złotoria Podlesie und Żółtki.
Vier Schulzenämter umfassen neben dem jeweiligen Ort noch einen weiteren Ort. Dies sind Dzikie mit Kolonię Dzikie, Klepacze mit Turczyn, Krupniki mit Kolonię Krupniki und Żółtki mit Kolonię Żółtki.